# Schirdingovský palác
Schirdingovský palác nebo též Kaňkův dům je klasicistní stavba na nároží Národní třídy č. o. 16 a ulice Mikulandská (o. č. 12), na Novém Městě, čp. 118/II, Praha 1. Je chráněn jako nemovitá kulturní památka.

## Dějiny paláce
První středověká kamenná stavba vznikla na této novoměstské parcele koncem 14. století pro dva objekty sladovníka a pivovar. Z nich se dosud dochovaly jen sklepy a úseky obvodových zdí. Autorem první novověké přestavby byl architekt Jan Ferdinand Hübner, který dům začal stavět po roce 1731 a stavba byla dokončena před rokem 1752.
V roce 1752 dům v dražbě koupil císařský rada Jan Antonín ze Schirdingu a dal na něm provést určité klasicistní úpravy. V roce 1838 stavbu zakoupil renomovaný pražský advokát Jan Nepomuk Kaňka, který ji později odkázal nadaci pro zchudlé pražské advokáty a svou bohatou sbírku obrazů věnoval Obrazárně Společnosti vlasteneckých přátel umění.
V paláci dodnes sídlí Česká advokátní komora, ve dvoře paláce byla v 90. letech 20. století postavena kancelářská budova v dekonstruktivistickém stylu podle plánů architektů Jiřího Stříteckého a Martina Krupauera.

## Úprava parteru paláce
V roce 1953 bylo v přízemní části domu směrem na Národní třídu proraženo loubí a v roce 1990 byla do tohoto průchodu vsazena pamětní deska k událostem 17. listopadu 1989 od Miroslava Krátkého a Otakara Příhody. V listopadu 2016 byl průchod uzavřen a pamětní deska přemístěna na fasádu domu.

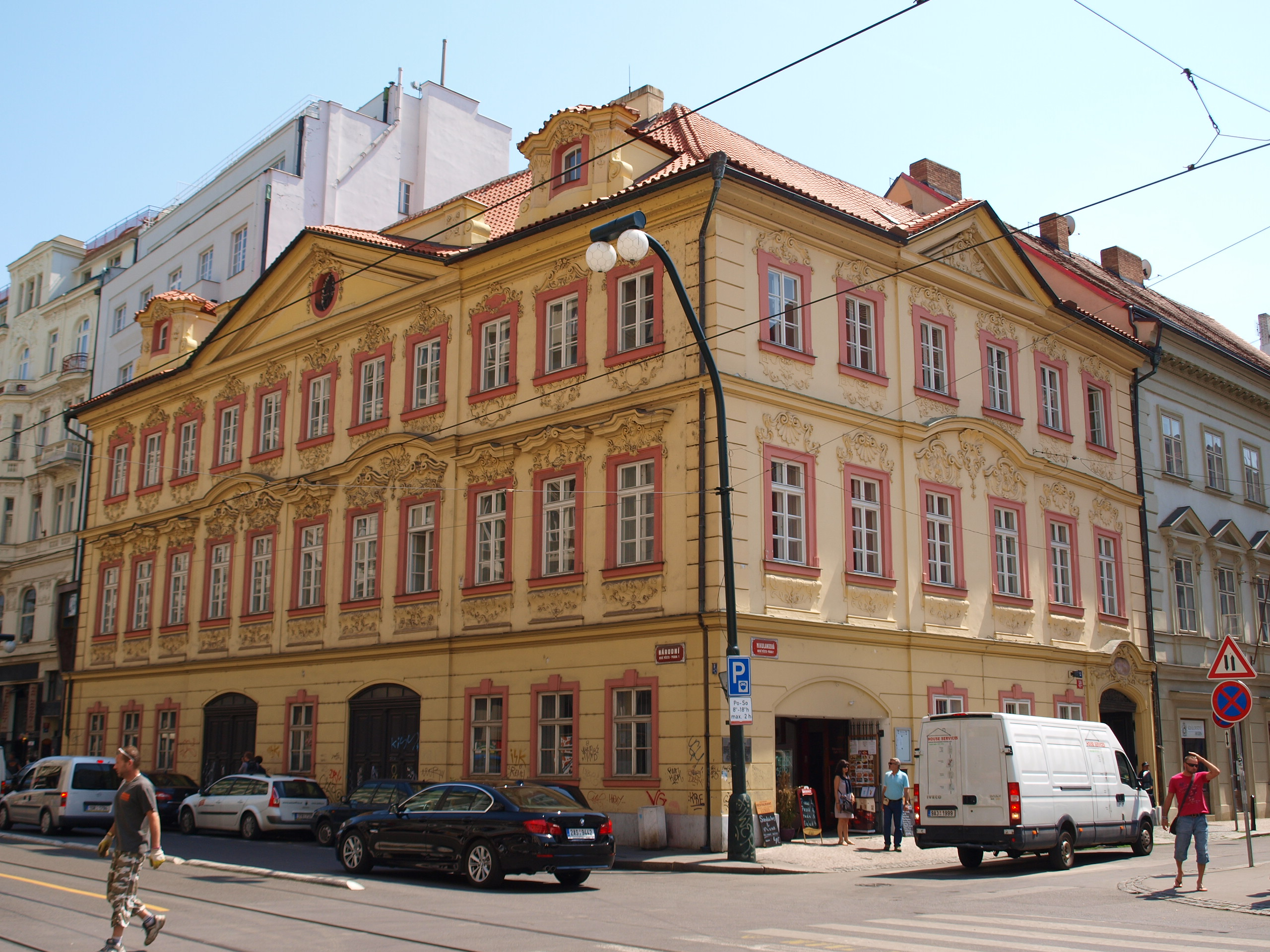
Rok 2012
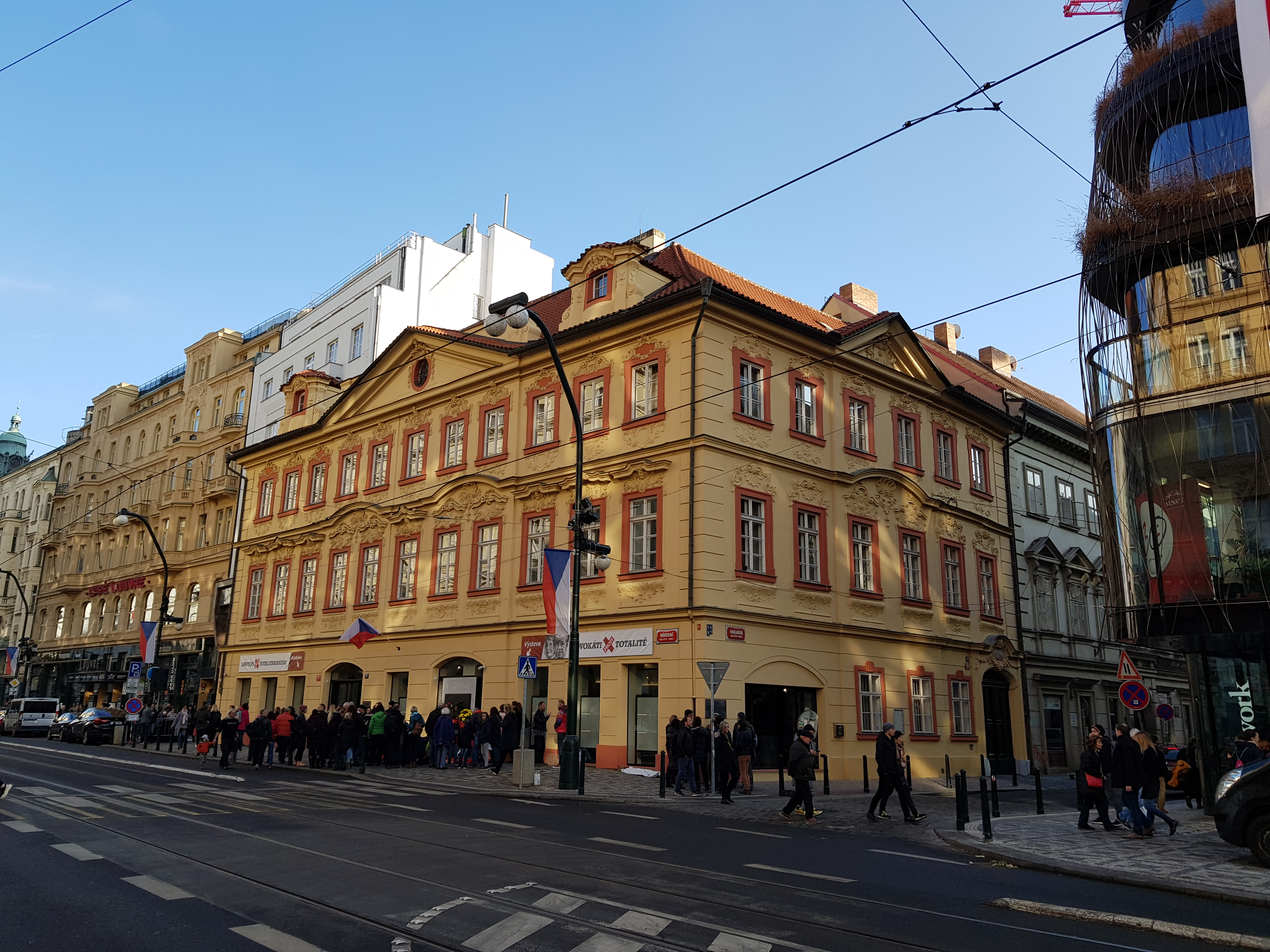
Rok 2019